# Кільцева дорога (станція швидкісного трамвая)
50°25′31″ пн. ш. 30°22′02″ сх. д. / 50.42528° пн. ш. 30.36722° сх. д.
«Кільцева́ доро́га» — кінцева станція Правобережної лінії Київського швидкісного трамвая, розташована після станції «Жуля Верна» та тимчасово зачиненна з 2018 року. Відкрита в 1977 році. Назва за однойменною вулицею.

## Історія
Станція має одну посадкову платформу, на якій розташована будівля станції, а також технічні колії для відстою рухомого складу. На станції розташована диспетчерська маршруту.
З 9 червня 2007 року до 8 квітня 2008 року станція була закрита через реконструкцією дистанції «Кільцева дорога — Гната Юри». Повторно закрита на реконструкцію разом із дистанцією «Вацлава Гавела» — «Гната Юри» 13 червня 2009 року (організувати рух з боку Михайлівської Борщагівки без прокладання нових колій та реконструкції моста біля станції «Гната Юри» було неможливо).
Під час реконструкції було повністю демонтовано стару одноповерхову будівлю станції, а на її місці зведено нову двоповерхову споруду з дахом над посадковою платформою та колією. 16 жовтня 2010 року станція відкрита після реконструкції, на ній зупиняються трамваї маршрутів № 2 і № 3.
З 20 жовтня 2018 року станцію закрито, на її місці йде будівництво торгового центру «April City». Очікується, що розворотне кільце буде проходити через сам торговий центр.

## Зображення

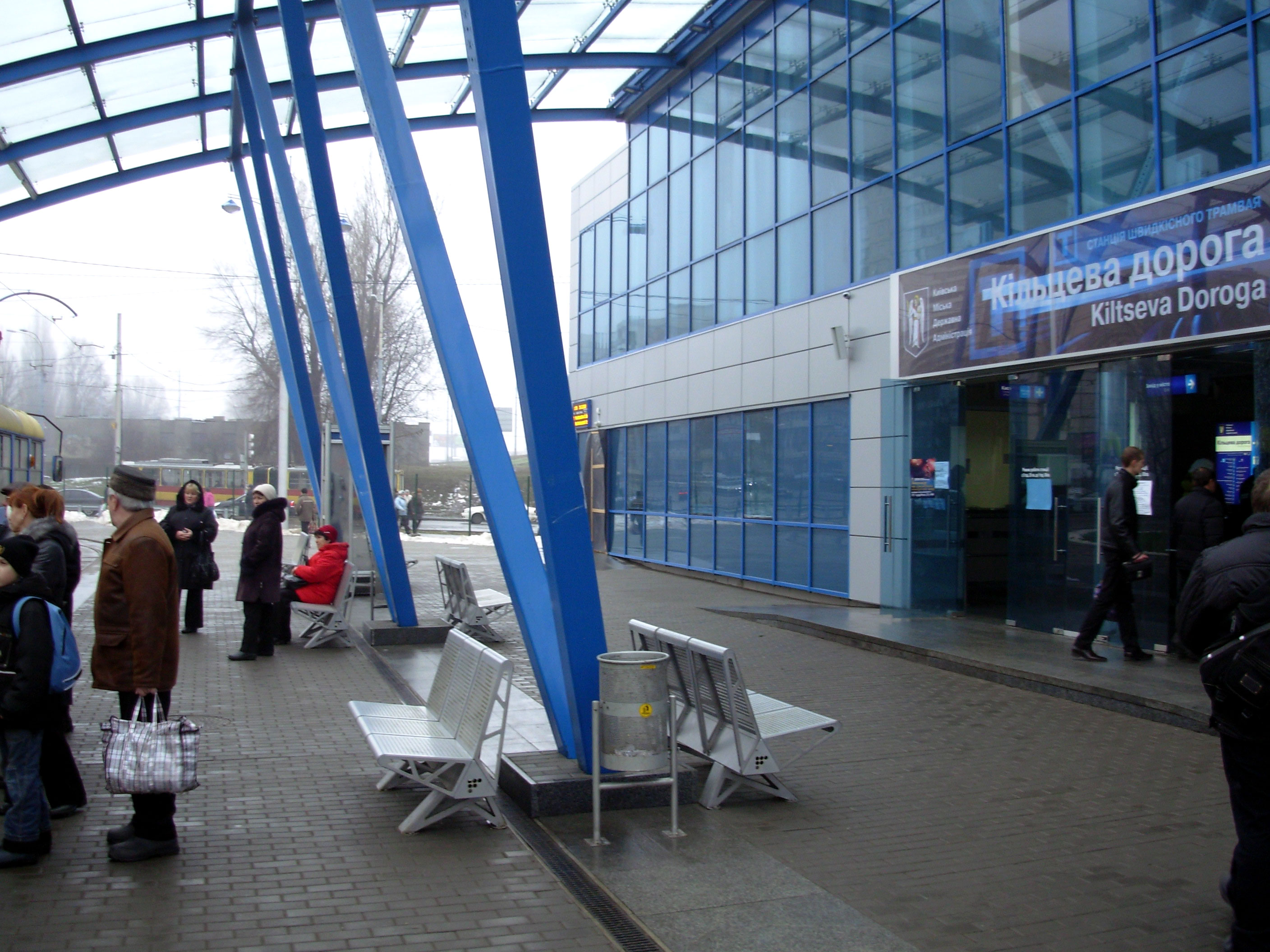
Платформа та будівля станції
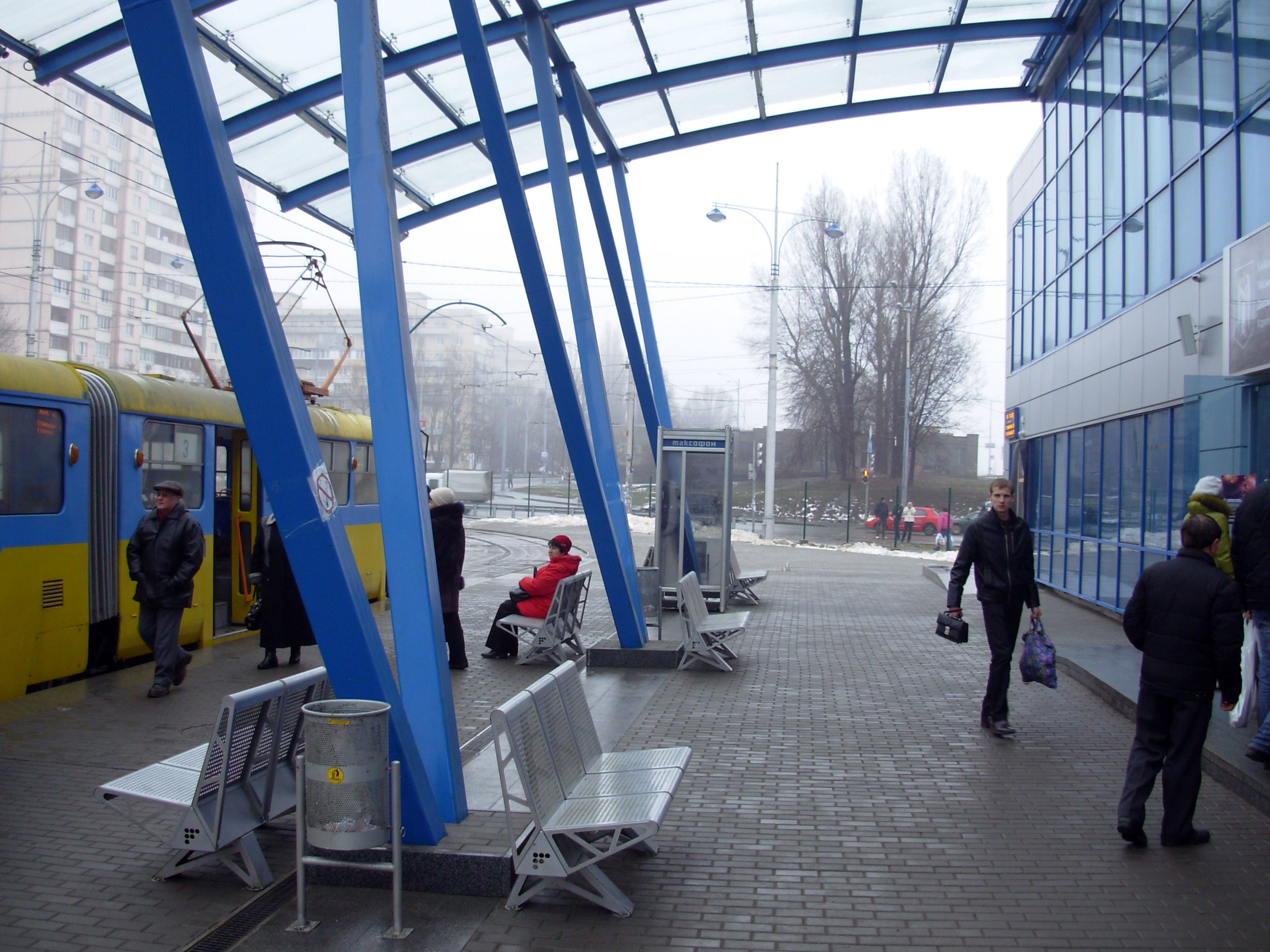
Платформа станції
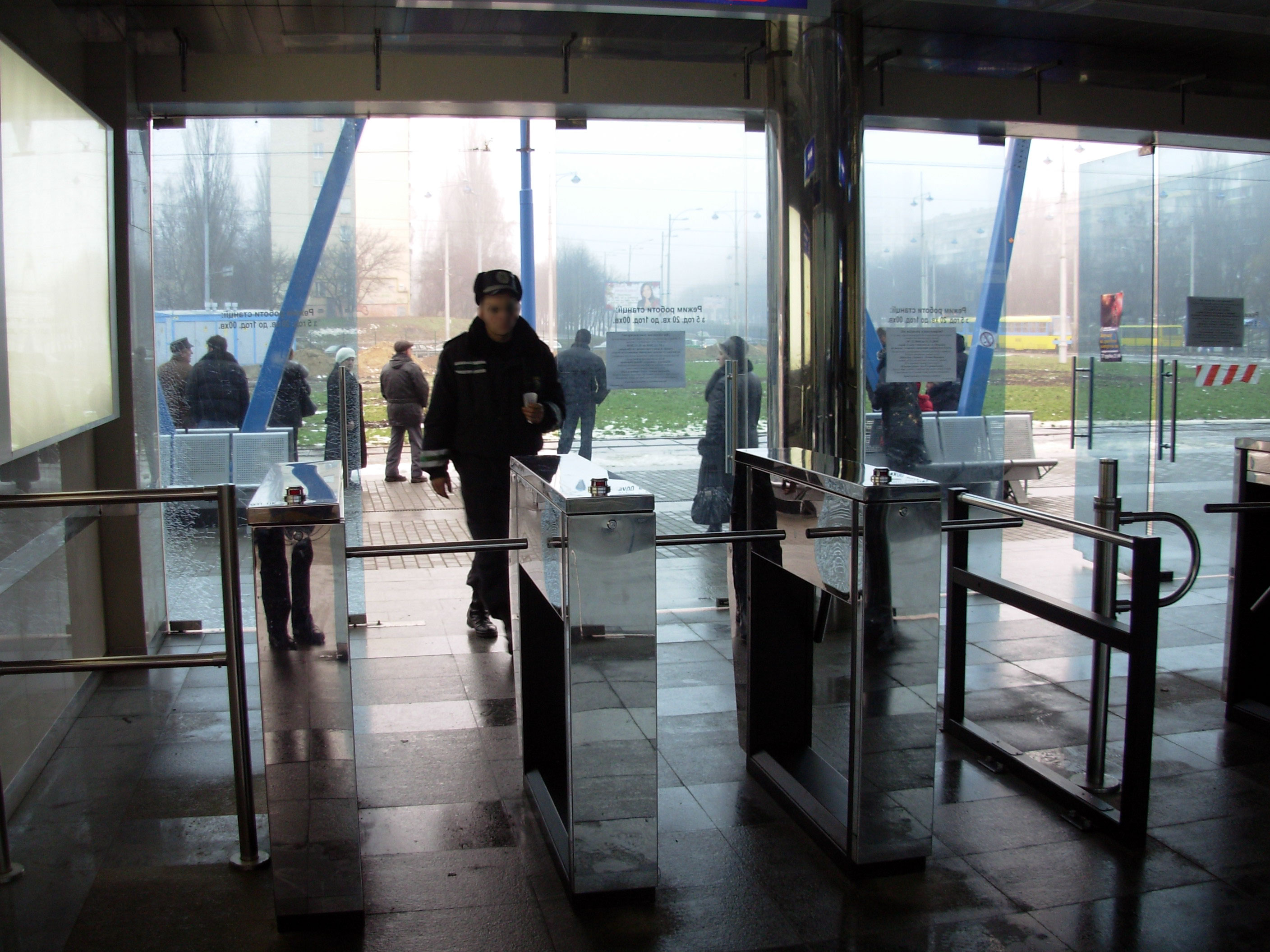
Вестибюль станції з турнікетами
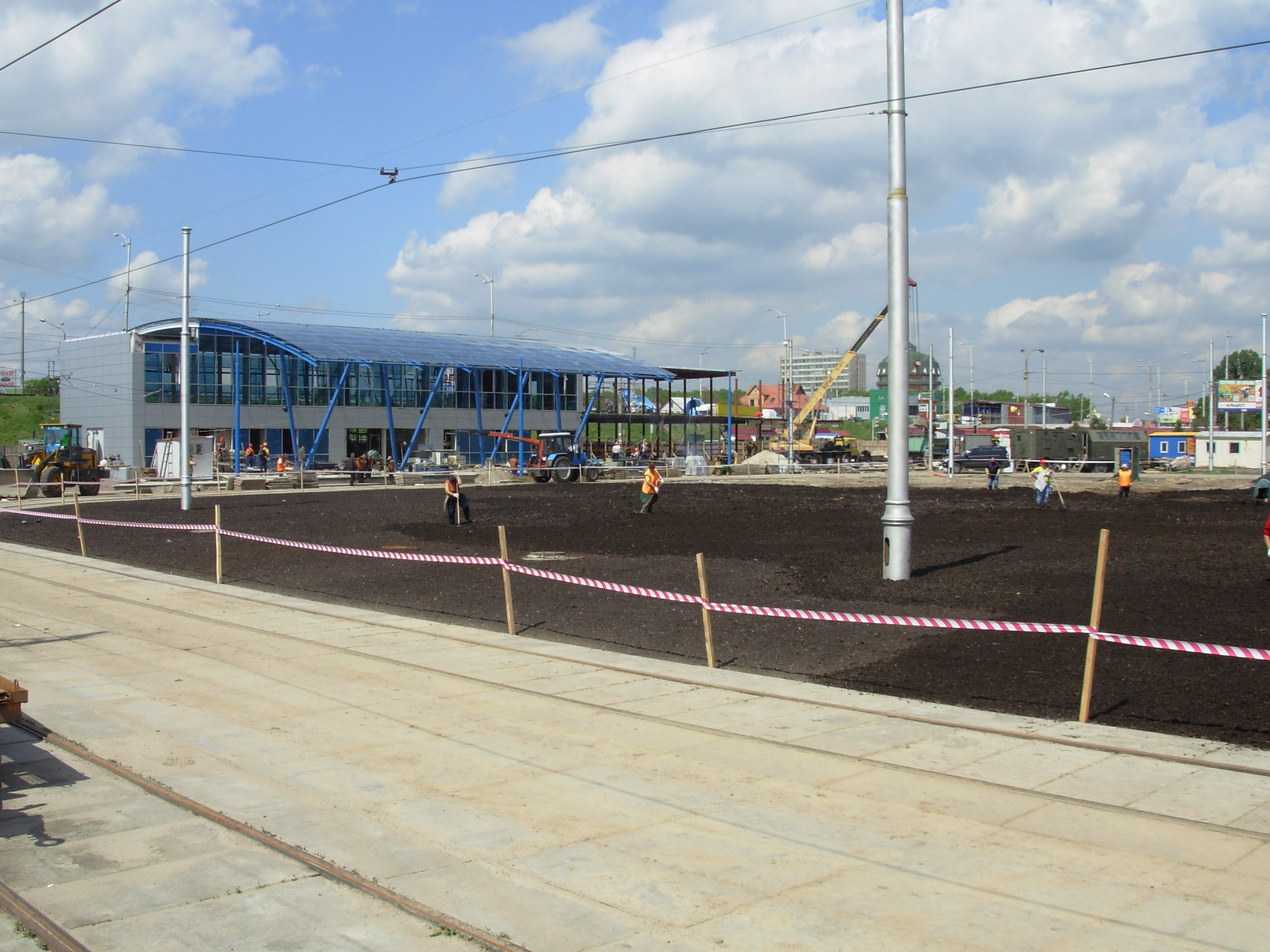
Загальний вид на станцію під час реконструкції
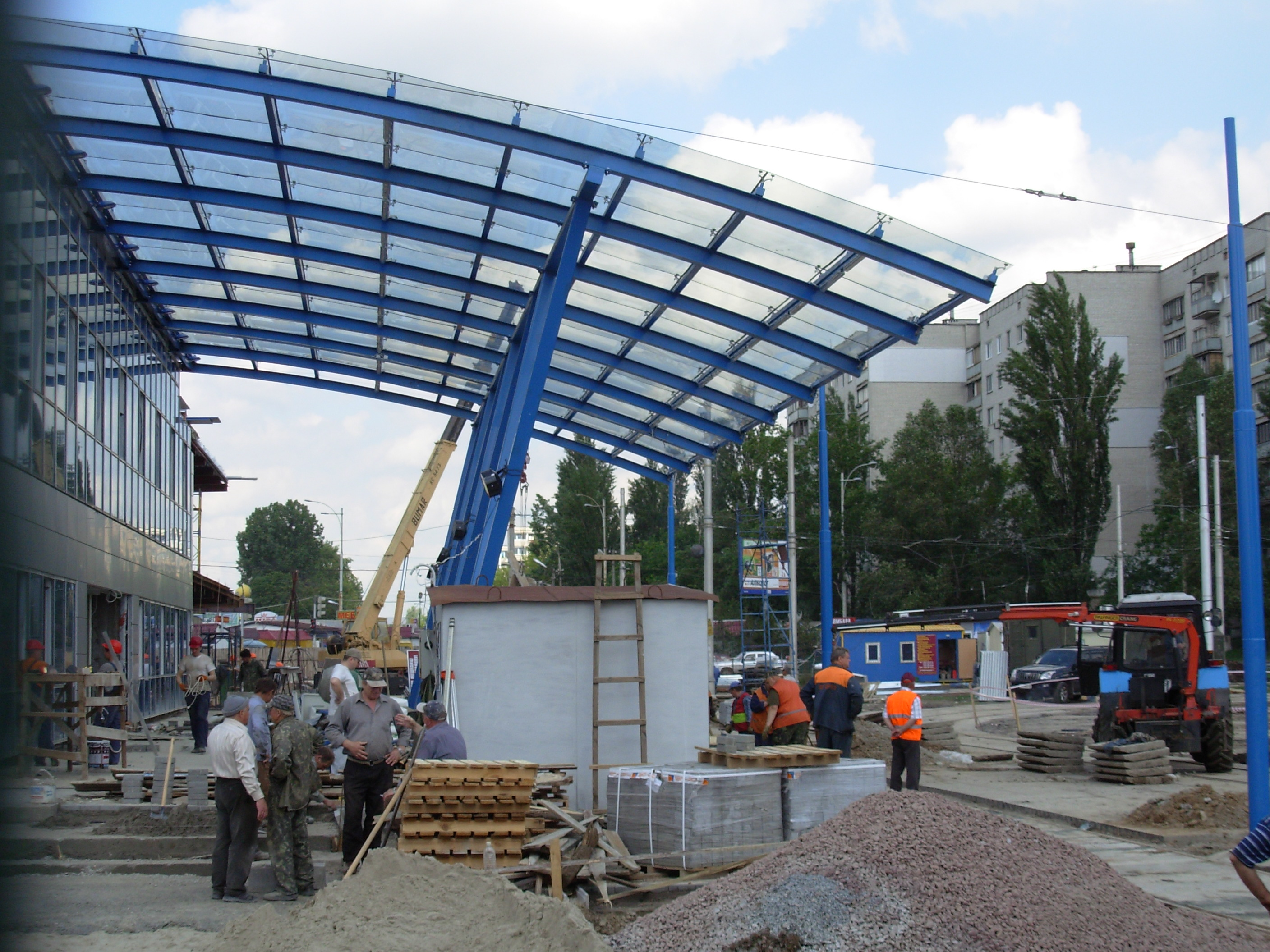
Реконструкція посадкової платформи
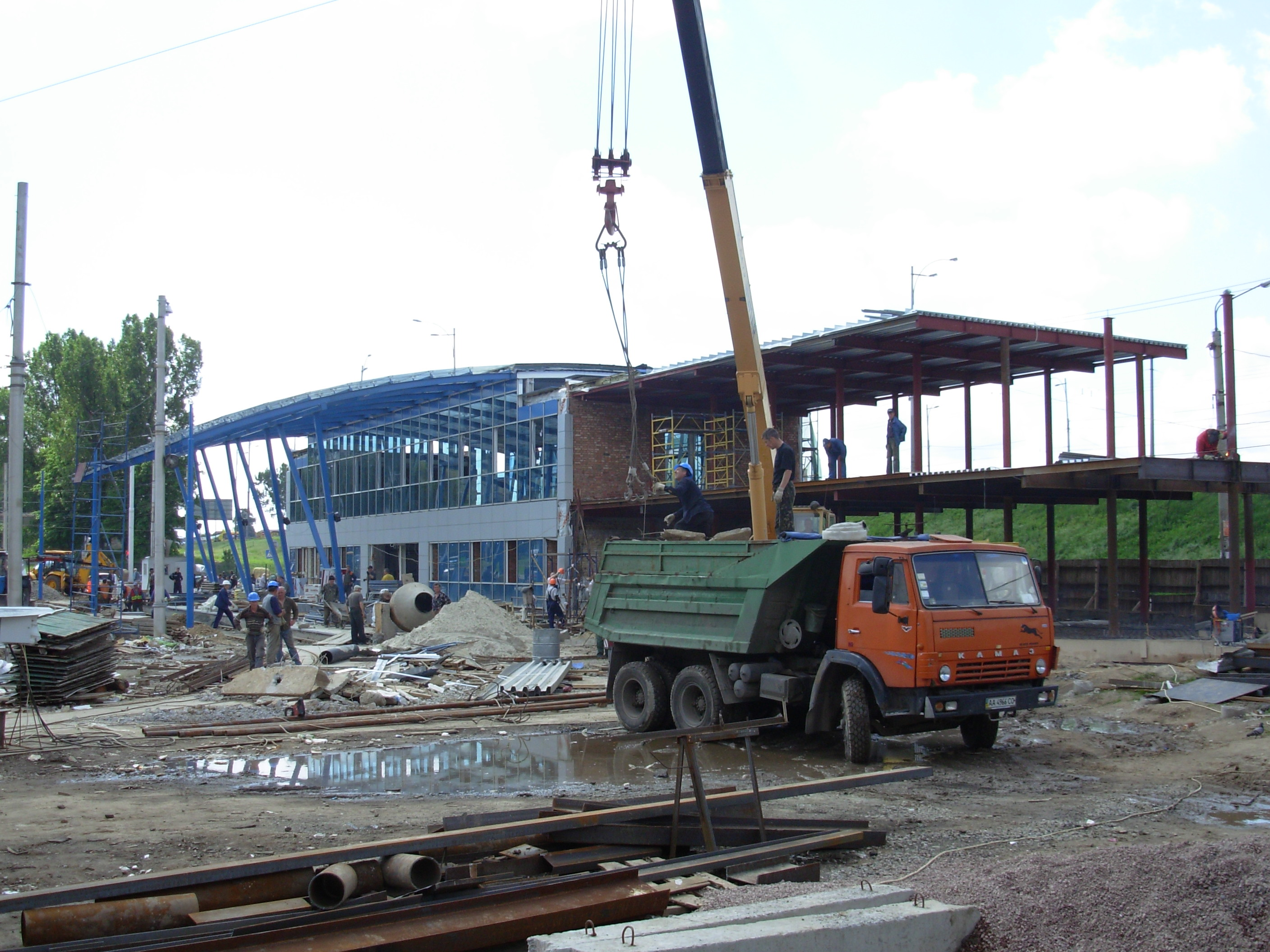
Загальний вигляд станції під час реконструкції
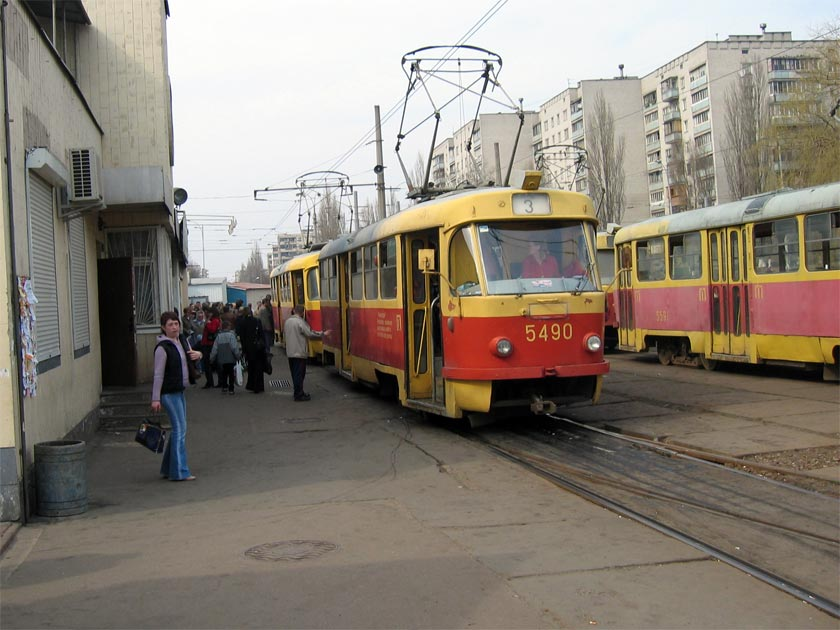
Вид на станцію, 2005
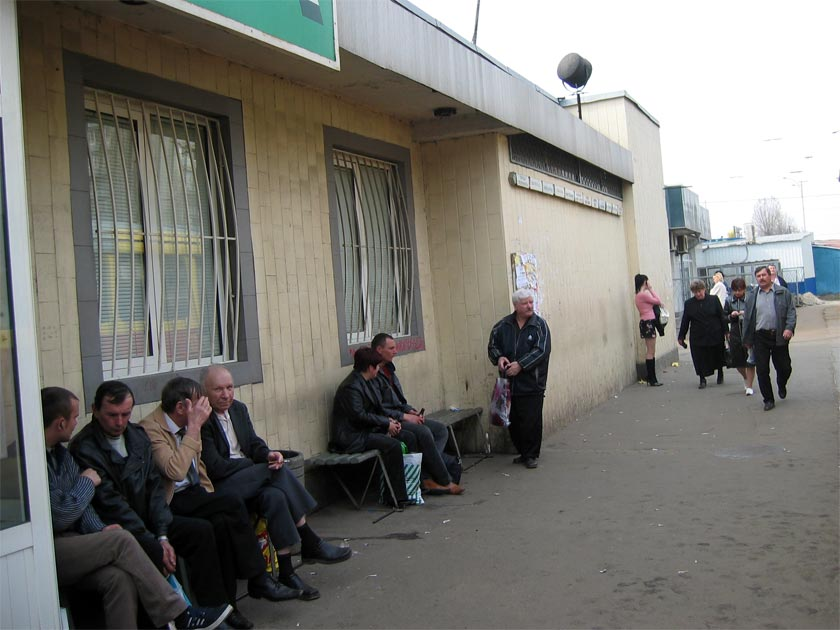
Посадкова платформа до реконструкції, 2005